# کتک (لامرد)
کَتَک (Katak)، روستایی از توابع بخش خیرگو شهرستان لامرد در استان فارس ایران است.

## جمعیت
این روستا در دهستان خیرگو قرار دارد و بر اساس سرشماری مرکز آمار ایران در سال ۱۳۸۵، جمعیت آن ۱۷۲ نفر (۳۵ خانوار) بوده‌است.